# Andreas Mölzer
Andreas Mölzer (ur. 2 grudnia 1952 w Leoben) – austriacki polityk i dziennikarz, poseł do Parlamentu Europejskiego VI i VII kadencji.

## Życiorys
Studiował m.in. prawoznawstwo i historię na Uniwersytecie w Grazu, gdzie do 1981 pracował jako asystent w Instytucie Historii Prawa, następnie zajął się dziennikarstwem. Był m.in. redaktorem naczelnym "Kärntner Nachrichten" (od 1982 do 1990), a w 1997 został wydawcą czasopisma "Zur Zeit".
W latach 1991–1994 pełnił funkcję referenta w Wolnościowej Partii Austrii. W tym samym okresie zasiadał w austriackim Bundesracie. W okresie 1999–2002 był doradcą Jörga Haidera ds. kultury w administracji Karyntii.
W 2004 z listy FPÖ został wybrany do Parlamentu Europejskiego. W 2009 skutecznie ubiegał się o reelekcję. Zasiadł m.in. w Komisji Spraw Zagranicznych. W 2014 miał być liderem listy wyborczej swojego ugrupowania. Został jednak zmuszony do rezygnacji z kandydowania po tym, jak w jednej z publicznych wypowiedzi porównywał Unię Europejską z III Rzeszą.